# Os Ricos também Choram
Os Ricos também Choram est une telenovela brésilienne diffusé en 2005-2006 sur SBT.

## Acteurs et personnages
| Acteur/Actrice     | Personnage                |
| ------------------ | ------------------------- |
| Thaís Fersoza      | Mariana                   |
| Márcio Kieling     | Alberto                   |
| Ludmila Dayer      | Sofia                     |
| Felipe Folgosi     | Bernardo                  |
| Françoise Forton   | Arabela Guedes            |
| Jonas Bloch        | Coronel Antônio Domingues |
| Glauce Graieb      | Maria José                |
| Flávia Monteiro    | Olga                      |
| Thierry Figueira   | Pedro                     |
| Mika Lins          | Ester                     |
| Nicola Siri        | Nino                      |
| Marcela Muniz      | Gênova                    |
| Jiddu Pinheiro     | Agustin                   |
| Karla Tenório      | Inês                      |
| Milena Toscano     | Martina                   |
| Ildi Silva         | Kemi                      |
| Fernando Pavão     | Dr. Ulisses               |
| Magali Biff        | Otávia                    |
| Carla Fioroni      | Nenê                      |
| Guilherme Trajano  | Luís Carlos               |
| César Pezzuoli     | Sr. Salgado               |
| Phil Miler         | Adolfo Coimbra            |
| Ana Paula Vieira   | Rita                      |
| Fernando Neves     | Epitácio Moreira          |
| Celso Bernini      | Hugo (Josefina)           |
| Joaquim Lopes      | Samuel (Daphné)           |
| Débora Gomez       | Gina                      |
| Graça Andrade      | Tiana                     |
| Juliana Almeida    | Esperança                 |
| Walter Cruz        | Juvenal da Costa          |
| Vanessa Guimarães  | Aparecida                 |
| Ana Fuser          | Solange                   |
| Guga Dalla Vecchia | Ricardo                   |
| Patrícia Gaspar    | Tolosa                    |
| Edson Montenegro   | Aldeniy                   |
| N'any di Lima      | Mira                      |

### Caméo
| Acteur/Actrice | Personnage               |
| -------------- | ------------------------ |
| Flávio Galvão  | Coronel Evaristo Martins |

## Diffusion internationale
| Pays     | Chaîne | Titre                  | Série prémière  |
| -------- | ------ | ---------------------- | --------------- |
| Brésil   | SBT    | Os Ricos também Choram | 18 juillet 2006 |
| Portugal | RTP    | Os Ricos também Choram |                 |

## Versions
- Raquel (RCTV, 1973 à 1975)
- Los ricos también lloran (Televisa, 1979-1980)
- María la del barrio (Televisa, 1995-1996)
- Marina (Telemundo, 2006-2007)
- Maria la del Barrio (ABS-CBN, 2011-2012)
- Los ricos también lloran (Televisa, 2022)

### Sources
- (pt) Cet article est partiellement ou en totalité issu de l’article de Wikipédia en portugais intitulé « Os Ricos também Choram » (voir la liste des auteurs).